# St Luke's Hospital for Lunatics
Le St Luke's Hospital for Lunatics est un ancien hôpital psychiatrique situé à Londres.
Fondé en 1751, après le Bethlem Royal Hospital, il était historiquement la seconde institution de soins psychiatriques de la ville.